# Philodoria pittosporella
Philodoria pittosporella là một loài loài bướm thuộc họ Gracillariidae. Đây là loài đặc hữu của Oahu.
Ấu trùng ăn các loài Pittosporum. Chúng ăn lá cây nơi chúng sống. Ấu trùng ăn lá cây sau đó kéo kén trên mặt lá.